# تیموتی وبر
تیموتی وبر (انگلیسی: Timothy Webber) بازیگر اهل کانادا است. وی در سال ۱۹۹۹ نامزد دریافت جایزه جینی بهترین بازیگر نقش مکمل مرد شد.

## گزیدهٔ نقش‌آفرینی‌ها

### سینما
- هفتمین پسر
- زندگی زناشویی
- قطار وحشت
- روباه خاکستری
- هتل نیوهمپشایر
- هزاره
- تقاطع
- ظهور سیاره میمون‌ها
- جنگ برای سیاره میمون‌ها
- لوک افغان
- نور زندگی من

### تلویزیون
- آلفرد هیچکاک تقدیم می‌کند
- گانگستر
- خیابان جامپ شماره ۲۱
- پسران وینسنت مقدس
- شمال ۶۰
- پرونده‌های ایکس
- جوخه سرد
- دروازه ستارگان اس‌جی-۱
- مدرک
- مزرعه قلب‌ها
- فرینج
- روزی روزگاری
- مجموعه حوادث ناگوار
- ریوردیل
- افسانه‌های فردا
- دیدن